# Landes-Vieilles-et-Neuves

Landes-Vieilles-et-Neuves este o comună în departamentul Seine-Maritime, Franța. În 1 ianuarie 2022 avea o populație de 125 de locuitori.